# پوینت بلنک (تگزاس)
پوینت بلنک، تگزاس(به انگلیسی: Point Blank, Texas) شهری در ایالت تگزاس از ایالات جنوبی ایالات متحده آمریکا است. در سرشماری سال ۲۰۰۰، جمعیت این شهر ۵۵۹ نفر اعلام شد.